# Halacarellus
Halacarellus is een geslacht van mijten uit de familie van de Halacaridae.

## Soorten
- Halacarellus agauiformis (Newell, 1951)
- Halacarellus aleuticus (Newell, 1951)
- Halacarellus antipodianus (Newell, 1984)
- Halacarellus arenarius Bartsch, 1979
- Halacarellus arnaudi (Newell, 1984)
- Halacarellus auster Bartsch, 1990
- Halacarellus auzendei (Bartsch, 1990)
- Halacarellus balticus (Lohmann, 1889)
- Halacarellus bandyi (Newell, 1967)
- Halacarellus bouvieri (Trouessart, 1914)
- Halacarellus capuzinus (Lohmann, 1893)
- Halacarellus chersonesus Bartsch, 1998
- Halacarellus decipiens (Newell, 1984)
- Halacarellus diporus (Newell, 1984)
- Halacarellus discretus Bartsch, 1998
- Halacarellus eltanini (Newell, 1984)
- Halacarellus epimeralis (Newell, 1984)
- Halacarellus fernandezi (Newell, 1984)
- Halacarellus floridearum (Lohmann, 1889)
- Halacarellus georgiensis (Newell, 1984)
- Halacarellus glaber Bartsch, 1990
- Halacarellus harioti (Trouessart, 1889)
- Halacarellus heteroculus (Newell, 1984)
- Halacarellus katewilsonae Otto, 2001
- Halacarellus kerguelensis (Lohmann, 1907)
- Halacarellus lubricellus Bartsch, 1990
- Halacarellus lubricus Bartsch, 1986
- Halacarellus micropectinatus Bartsch, 1972
- Halacarellus novellus Bartsch & Pugh, 1994
- Halacarellus novus (Lohmann, 1907)
- Halacarellus obsoletus Bartsch, 1995
- Halacarellus parilis Bartsch, 1979
- Halacarellus petiti (Angelier, 1950)
- Halacarellus phreaticus Petrova, 1972
- Halacarellus porellus Bartsch & Pugh, 1994
- Halacarellus procerus (Viets, 1927)
- Halacarellus proteus (Newell, 1984)
- Halacarellus psammophilus (Krantz, 1976)
- Halacarellus rhaphidochela (Krantz, 1973)
- Halacarellus rottnestensis Bartsch, 1999
- Halacarellus schefferi (Newell, 1951)
- Halacarellus sokolovi (Newell, 1984)
- Halacarellus southerni (Halbert, 1915)
- Halacarellus subcrispus Bartsch, 1978
- Halacarellus subharioti (Newell, 1984)
- Halacarellus subterraneus Schulz, 1933
- Halacarellus thomasi (Newell, 1984)
- Halacarellus tropicalis Bartsch, 1984
- Halacarellus vajetus (Bartsch, 1974)